# Gracilinanus formosus
Chacodelphys formosa là một loài động vật có vú trong họ Didelphidae, bộ Didelphimorphia. Loài này được Shamel mô tả năm 1930.